# Жоржи Алвареш
Жоржи Алвареш (порт. Jorge Álvares; умро 8. јула, 1521) се сматра првим европским истраживачем који је дошао до Кине и Хонгконга поморским путем.
У мају 1513, Алвареш је у џунки пловио из Пегуа, Бурма под командом капетана Руи де Брито Паталима под заставом Португалске Малаке. Експедицију је пратило пет других џунки. Алвареша су пратила још двојица португалских морнара.

## Експедиција
Алвареш је ступио на азијско тле у Гуангдунгу у јужној Кини у мају 1513. По искрцавању је поставио падрао португалског краља на месту где су пристали на острву Линтин на естуару Бисерне реке. По информацијама које су добили од капетана, надали су се да ће овде успоставити трговину. Убрзо након овога, вицекраљ Алфонсо од Албукерка, је послао Рафаела Перестреља (Rafael Perestrello) - рођака Кристофера Колумба - како би успоставио трговачке односе са Кинезима. У броду из Малаке, Рафаел се искрцао на јужним обалаа Гуангдунга 1513, и тиме постао први који се искрцао на обалу континенталне Кине.
Алвареш се касније придружио подухвату успостављања насеобина у Туен Муну, Хонгконг током 1513 и 1514. Ово путовање је пратило успостављање бројних португалских трговачких центара у области, који су се накнадно консолидовали у Макао. 1517, португалски насељеници су се сукобили са кинеском царском војском. Постоји могућност да је Алвареш учествовао у борбама.